# جورج أساكورا
جورج أساكورا (باليابانية: ジョージ朝倉؛ بالكانا: ジョージ あさくら) هي مانغاكا ورسامة توضيحية يابانية، ولدت في 11 مايو 1974.

## وصلات خارجية
- جورج أساكورا على موقع IMDb (الإنجليزية)
- جورج أساكورا على موقع قاعدة بيانات الفيلم (الإنجليزية)
- جورج أساكورا على موقع ANN person (الإنجليزية)

- الموقع الرسمي